# Корона (група)
Вижте пояснителната страница за други значения на Корона.
„Корона“ (на италиански: Corona) е евроденс група от Италия.
Създадена е през 1993 г. от музикалния продуцент и композитор Франческо Бонтемпи, по-известен с псевдонима си Лий Мароу. Основен вокал и лице на проекта е бразилската певица Олга де Суза, а в отделни песни взимат участие изпълнителите Джована Берсола, Сандра Чеймбърс и Ивана Спаня. Едни от най-популярните хитове на Корона са „The Rhythm of the Night“ („Ритъмът на нощта“), „Baby Baby“ („Скъпи скъпи“) и „Try Me Out“ („Изпробвай ме“).

## Дискография

### Албуми
- „The Rhythm of the Night“ – 1994 г.
- „Walking on Music“ – 1998 г.
- „And Me U“ – 2000 г.

### Сингли
- „The Rhythm of the Night“ – 1994 г.
- „Baby Baby“ – 1995 г.
- „Try Me Out“ – 1995 г.
- „I Don't Wanna Be a Star“ – 1995 г.
- „Megamix“ – 1997 г.
- „The Power of Love“ – 1997 г.
- „Walking on Music“ – 1998 г.
- „Magic Touch“ – 1998 г.
- „Good Love“ – 2000 г.
- „Back in Time“ – 2006 г.
- „I'll Be Your Lady“ – 2006 г.
- „La Playa Del Sol“ – 2007 г.